# Олгузи
Олгузи (чечен. Оьлгуза) — покинутый аул в Итум-Калинском районе Чеченской Республики.

## География
Расположен недалеко от правого берега реки Дзумсэхк, к юго-востоку от районного центра Итум-Кали.
Ближайшие населённые пункты и развалины бывших аулов: на северо-западе — бывшие аулы Мужиар и Исмаилкалой, на юго-западе — бывший аул Беле Хайха, село Зумсой, на юго-востоке — бывшие аулы Юкарашты и Хуты-Кажа.